# Andacollo (Argentina)
Andacollo è una città dell'Argentina, capoluogo del dipartimento di Minas nella provincia di Neuquén.